# NASCAR Whelen Euro Series 2015
Navigation
2014 2016
La saison 2015 de NASCAR Whelen Euro Series sera la septième saison de la Racecar Euro Series, et le troisième sous la nom NASCAR Whelen Euro Series.

## Calendrier
Le calendrier a été annoncé en septembre 2014.
| Round | Round | Événement                                      | Circuit                                 | Date         |
| ----- | ----- | ---------------------------------------------- | --------------------------------------- | ------------ |
| 1     | R1    | Valencia NASCAR Fest                           | Circuit Ricardo Tormo, Valence          | 25 avril     |
| 1     | R2    | Valencia NASCAR Fest                           | Circuit Ricardo Tormo, Valence          | 26 avril     |
| 2     | R3    | TBA                                            | Raceway Venray, Venray                  | 23 mai       |
| 2     | R4    | TBA                                            | Raceway Venray, Venray                  | 24 mai       |
| 3     | R5    | American SpeedFest                             | Circuit de Brands Hatch (Indy), Swanley | 6 juin       |
| 3     | R6    | American SpeedFest                             | Circuit de Brands Hatch (Indy), Swanley | 7 juin       |
| 4     | R7    | Gare NASCAR                                    | Tours Speedway, Tours                   | 27 juin      |
| 4     | R8    | Gare NASCAR                                    | Tours Speedway, Tours                   | 28 juin      |
| 5     | R9    | Magione American Style                         | Autodromo dell'Umbria, Umbria           | 11 septembre |
| 5     | R10   | Magione American Style                         | Autodromo dell'Umbria, Umbria           | 12 septembre |
| 6     | R11   | American Festival Circuit Zolder NASCAR Finals | Circuit de Zolder, Heusden-Zolder       | 3 octobre    |
| 6     | R12   | American Festival Circuit Zolder NASCAR Finals | Circuit de Zolder, Heusden-Zolder       | 4 octobre    |

- Ovale/Speedway
- Circuit routier

## Équipes et Pilotes

### Division Elite 1
| Constructeur | Équipe                           | Voiture          | No. | Pilotes                | Rounds |
| ------------ | -------------------------------- | ---------------- | --- | ---------------------- | ------ |
| Chevrolet    | TFT Racing                       | Chevrolet SS     | 2   | Ander Vilariño         | 1-4    |
| Chevrolet    | TFT Racing                       | Chevrolet SS     | 7   | Romain Iannetta        | 1-4    |
| Chevrolet    | RDV Compétition                  | Chevrolet SS     | 3   | Frédéric Gabillon      | 1-4    |
| Chevrolet    | PK Carsport                      | Chevrolet SS     | 11  | Bert Longin            | 1-4    |
| Chevrolet    | PK Carsport                      | Chevrolet SS     | 24  | Anthony Kumpen         | 1-4    |
| Chevrolet    | Record News Racing               | Chevrolet SS     | 21  | William Ayer, Jr.      | 1-4    |
| Chevrolet    | CAAL Racing                      | Chevrolet SS     | 51  | Eddie Cheever III      | 1-4    |
| Chevrolet    | CAAL Racing                      | Chevrolet SS     | 54  | Alon Day               | 1-4    |
| Chevrolet    | CAAL Racing                      | Chevrolet SS     | 56  | Nicolò Rocca           | 1-4    |
| Chevrolet    | Whelen - Amai.fr                 | Chevrolet SS     | 55  | Jeffrey Earnhardt      | 3      |
| Chevrolet    | Whelen - Amai.fr                 | Chevrolet SS     | 55  | Stéphane Sabates       | 4      |
| Chevrolet    | DF1 Racing by B66 Raceconsulting | Chevrolet SS     | 66  | Christophe Bouchut     | 1-3    |
| Chevrolet    | DF1 Racing by B66 Raceconsulting | Chevrolet SS     | 66  | Mathias Lauda          | 4      |
| Chevrolet    | DF1 Racing by B66 Raceconsulting | Chevrolet SS     | 77  | Luke Wright            | 1      |
| Chevrolet    | DF1 Racing by B66 Raceconsulting | Chevrolet SS     | 77  | Stefan Oberndorfer     | 2      |
| Chevrolet    | DF1 Racing by B66 Raceconsulting | Chevrolet SS     | 77  | Wilfried Boucenna      | 3      |
| Chevrolet    | Double T by DAV Racing           | Chevrolet SS     | 12  | Fabrizio Armetta       | 1-2    |
| Chevrolet    | Double T by DAV Racing           | Chevrolet SS     | 12  | Roberto Benedetti      | 3-4    |
| Chevrolet    | MRT by Nocentini                 | Chevrolet Camaro | 6   | Domenico Schiattarella | 1      |
| Chevrolet    | MRT by Nocentini                 | Chevrolet Camaro | 6   | Fabrizio Armetta       | 3      |
| Chevrolet    | Double T by DAV Racing           | Chevrolet Camaro | 9   | Roberto Benedetti      | 1-2    |
| Chevrolet    | Double T by DAV Racing           | Chevrolet Camaro | 9   | Michela Cerruti        | 3      |
| Chevrolet    | Double T by DAV Racing           | Chevrolet Camaro | 9   | Fabrizio Armetta       | 4      |
| Chevrolet    | GDL Racing                       | Chevrolet Camaro | 68  | Renzo Calcinati        | 1-4    |
| Chevrolet    | GDL Racing                       | Chevrolet Camaro | 99  | Dominic Tiroch         | 1-4    |
| Chevrolet    | VTS 85                           | Chevrolet Camaro | 85  | Nicolas Gaudin         | 1-4    |
| Chevrolet    | Eurokart Racing Team             | Chevrolet Camaro | 88  | Simone Monforte        | 1-4    |
| Ford         | Active Racing Competition        | Ford Mustang     | 1   | Borja García           | 1-2    |
| Ford         | Dasi Racing Team                 | Ford Mustang     | 4   | Wilfried Boucenna      | 1-2    |
| Ford         | TLC - Leclerc                    | Ford Mustang     | 4   | Pierre Roché           | 4      |
| Ford         | Dexwet Renauer Team              | Ford Mustang     | 5   | Florian Renauer        | 1-4    |
| Ford         | Dexwet Renauer Team              | Ford Mustang     | 15  | Martin Doubek          | 2, 4   |
| Ford         | RDV Compétition                  | Ford Mustang     | 8   | Hugo Bec               | 1-4    |
| Ford         | Knauf Racing Team                | Ford Mustang     | 37  | Thomas Ferrando        | 1-3    |
| Ford         | Knauf Racing Team                | Ford Mustang     | 37  | Wilfried Boucenna      | 4      |
| Ford         | GDL Racing                       | Ford Mustang     | 44  | Freddy Nordström       | 1-4    |
| Ford         | GDL Racing                       | Ford Mustang     | 67  | Philipp Lietz          | 1-4    |
| Ford         | Brass Racing                     | Ford Mustang     | 78  | Jerry De Weerdt        | 1-4    |
| Ford         | Motorsport98                     | Ford Mustang     | 98  | Eric De Doncker        | 1-4    |
| Toyota       | RCP – Marc VDS                   | Toyota Camry     | 32  | TBA                    | TBA    |

### Division Elite 2
| Constructeur | Équipe                           | Voiture          | No. | Pilote                  | Rounds      |
| ------------ | -------------------------------- | ---------------- | --- | ----------------------- | ----------- |
| Chevrolet    | TFT Racing                       | Chevrolet SS     | 2   | Léonard Vernet          | 1-4         |
| Chevrolet    | TFT Racing                       | Chevrolet SS     | 7   | Sébastien Morales       | 1           |
| Chevrolet    | RDV Compétition                  | Chevrolet SS     | 3   | Ulysse Delsaux          | 1-4         |
| Chevrolet    | PK Carsport                      | Chevrolet SS     | 11  | Stienes Longin          | 1-4         |
| Chevrolet    | PK Carsport                      | Chevrolet SS     | 24  | Martin Van Hove         | 1           |
| Chevrolet    | PK Carsport                      | Chevrolet SS     | 24  | Maxime Dumarey          | 2-4         |
| Chevrolet    | Record News Racing               | Chevrolet SS     | 21  | Gabriela Prado          | 1-4         |
| Chevrolet    | CAAL Racing                      | Chevrolet SS     | 51  | Salvador Tineo Arroyo   | 2-4         |
| Chevrolet    | CAAL Racing                      | Chevrolet SS     | 54  | Carole Perrin           | 1-4         |
| Chevrolet    | CAAL Racing                      | Chevrolet SS     | 56  | Nicolò Rocca            | 1           |
| Chevrolet    | CAAL Racing                      | Chevrolet SS     | 56  | Guillaume Deflandre     | 4           |
| Chevrolet    | Whelen - Amai.fr                 | Chevrolet SS     | 55  | Stéphane Sabates        | 4           |
| Chevrolet    | DF1 Racing by B66 Raceconsulting | Chevrolet SS     | 66  | Christian Malchárek     | 1-4         |
| Chevrolet    | DF1 Racing by B66 Raceconsulting | Chevrolet SS     | 77  | Guillaume Deflandre     | 1-3         |
| Chevrolet    | Double T by DAV Racing           | Chevrolet SS     | 12  | Simone Laureti          | 1-4         |
| Chevrolet    | MRT by Nocentini                 | Chevrolet Camaro | 6   | Ruggero Melgrati        | 3-4         |
| Chevrolet    | Double T by DAV Racing           | Chevrolet Camaro | 9   | Gianmarco Ercoli        | 1-4         |
| Chevrolet    | GDL Racing                       | Chevrolet Camaro | 68  | Vittorio Bagnasco       | 1-3         |
| Chevrolet    | GDL Racing                       | Chevrolet Camaro | 68  | Arthur Lehouck          | 4           |
| Chevrolet    | GDL Racing                       | Chevrolet Camaro | 68  | Paul Stubber            | TBA         |
| Chevrolet    | GDL Racing                       | Chevrolet Camaro | 99  | Francesca Linossi       | 1-4         |
| Chevrolet    | VTS 85                           | Chevrolet Camaro | 85  | Jack Gaudin             | 1-4         |
| Chevrolet    | Eurokart Racing Team             | Chevrolet Camaro | 88  | Erika Monforte          | 1-4         |
| Ford         | Active Racing Competition        | Ford Mustang     | 1   | Salvador Tineo Arroyo   | 1           |
| Ford         | Dasi Racing Team                 | Ford Mustang     | 4   | Santiago Cañizares      | 1(Saturday) |
| Ford         | Dasi Racing Team                 | Ford Mustang     | 4   | Moisés Soriano          | 1(Sunday)   |
| Ford         | Dasi Racing Team                 | Ford Mustang     | 4   | Eric Van de Vyver       | 2           |
| Ford         | Dasi Racing Team                 | Ford Mustang     | 4   | Miguel Angel Dasi Perez | 3           |
| Ford         | TLC - Leclerc                    | Ford Mustang     | 4   | Pierre Roché            | 4           |
| Ford         | Dexwet Renauer Team              | Ford Mustang     | 5   | Florian Renauer         | 1-4         |
| Ford         | Dexwet Renauer Team              | Ford Mustang     | 15  | Martin Doubek           | 2-4         |
| Ford         | RDV Compétition                  | Ford Mustang     | 8   | Didier Bec              | 1-4         |
| Ford         | Knauf Racing Team                | Ford Mustang     | 37  | Thomas Ferrando         | 1-4         |
| Ford         | GDL Racing                       | Ford Mustang     | 44  | Nicki Petersen          | 1-4         |
| Ford         | GDL Racing                       | Ford Mustang     | 67  | Philipp Lietz           | 1-4         |
| Ford         | Brass Racing                     | Ford Mustang     | 78  | Jerry De Weerdt         | 1-4         |
| Ford         | Motorsport98                     | Ford Mustang     | 98  | Eric De Doncker         | 1-4         |
| Toyota       | RCP – Marc VDS                   | Toyota Camry     | 32  | Denis Dupont            | 1           |

## Résultats
| Course | Course | Événement                                      | Circuit                          | Date         | Pole position   | Meilleur tour en course | Pilote vainqueur  | Constructeur vainqueur | Pilote vainqueur Elite 2 |
| ------ | ------ | ---------------------------------------------- | -------------------------------- | ------------ | --------------- | ----------------------- | ----------------- | ---------------------- | ------------------------ |
| 1      | C1     | Valencia American Fest                         | Circuit Ricardo Tormo Valencia   | 25 avril     | Nicolò Rocca    | Ander Vilariño          | Eddie Cheever III | Chevrolet              | Gianmarco Ercoli         |
| 1      | C2     | Valencia American Fest                         | Circuit Ricardo Tormo Valencia   | 26 avril     | Ander Vilariño  | Ander Vilariño          | Ander Vilariño    | Chevrolet              | Philipp Lietz            |
| 2      | C3     | Autospeedway American Style                    | Raceway Venray Venray            | 23 mai       | Nicolò Rocca    | Nicolò Rocca            | Nicolò Rocca      | Chevrolet              | Philipp Lietz            |
| 2      | C4     | Autospeedway American Style                    | Raceway Venray Venray            | 24 mai       | Nicolò Rocca    | Anthony Kumpen          | Anthony Kumpen    | Ford                   | Philipp Lietz            |
| 3      | C5     | American SpeedFest                             | Brands Hatch (Indy) Swanley      | 6 juin       | Nicolò Rocca    | Romain Iannetta         | Romain Iannetta   | Chevrolet              | Florian Renauer          |
| 3      | C6     | American SpeedFest                             | Brands Hatch (Indy) Swanley      | 7 juin       | Romain Iannetta | Romain Iannetta         | Ander Vilariño    | Chevrolet              | Thomas Ferrando          |
| 4      | C7     | Tours Motor Show                               | Tours Speedway Tours             | 27 juin      | Nicolò Rocca    | Ander Vilariño          | Nicolò Rocca      | Chevrolet              | Stienes Longin           |
| 4      | C8     | Tours Motor Show                               | Tours Speedway Tours             | 28 juin      | Ander Vilariño  | Frédéric Gabillon       | Ander Vilariño    | Chevrolet              | Gianmarco Ercoli         |
| 5      | C9     | Magione American Style                         | Autodromo dell'Umbria Umbria     | 11 septembre | Alon Day        | Alon Day                | Alon Day          | Chevrolet              | Thomas Ferrando          |
| 5      | C10    | Magione American Style                         | Autodromo dell'Umbria Umbria     | 12 septembre | Alon Day        | Nicolò Rocca            | Nicolò Rocca      | Chevrolet              | Salvador Tineo Arroyo    |
| 6      | C11    | American Festival Circuit Zolder NASCAR Finals | Circuit de Zolder Heusden-Zolder | 3 octobre    | Alon Day        | Alon Day                | Alon Day          | Chevrolet              | Gianmarco Ercoli         |
| 6      | C12    | American Festival Circuit Zolder NASCAR Finals | Circuit de Zolder Heusden-Zolder | 4 octobre    | Alon Day        | Alon Day                | Alon Day          | Chevrolet              | Gianmarco Ercoli         |

- circuit ovale
- circuit routier